# Moments of Clarity
Moments of Clarity é um filme estadunidense de comédia dramática de 2016 dirigido por Stev Elam e estrelado por Lyndsy Fonseca e Kristin Wallace, que também co-escreveu e co-produziu o filme.
O filme marca uma das últimas atuações da atriz Angela McEwan.

## Sinopse
Claire (Kristin Wallace) é uma bondosa jovem de vinte e poucos anos que compartilha uma vida profundamente protegida com sua mãe amorosa, mas agorafóbica, Henrietta (Saxon Trainor), e descobre que um mundo muito maior espera por ela durante uma viagem para um retiro jovem. Ao longo do caminho, Claire faz amizade com Danielle (Lyndsy Fonseca), uma garota furiosa, mas bem-intencionada, que mora perto de seu pai, o pastor Paul (Mackenzie Astin).
Determinados a participar do retiro patrocinado pelo pai de Danielle, e sem avisar seus pais ou planejamento, elas partiram em uma viagem no carro que mal funcionava da mãe de Claire. Com a nova liberdade encontrada, Claire viaja com Danielle para uma visita muito esperada com seus avós, que não veem Claire há 12 anos, em grande parte devido à desinformação de sua mãe temerosa. Elas conhecem Trevor (A.J. Trauth), um tocador de ukulele errante que involuntariamente cria um breve riff entre as duas garotas. Mais tarde, depois de se recomporem e ficarem tontos com o vinho, elas tropeçam em uma rave, hospedada por Artemis (Xander Berkeley), cujo parceiro (Eric Roberts), Hal, descobrimos mais tarde, é o pai biológico de Claire.
Com a ajuda de uma policial entediada, mas prestativa, (Bitty Schram), os pais ansiosos localizam as meninas e saem para buscá-las. O caos segue quando a mãe de Claire e o pai de Danielle brigam com Hal por terem encontrado as duas meninas se recuperando de uma longa noite de festas. Em pouco tempo, Claire também descobre que Hal era um ator estimado em filmes pornográficos, enquanto o pai de Danielle, desesperado para se conectar com sua única filha, descobre a verdade por trás das garrafas de vinho que ela estava constantemente deixando pela casa.
Depois de um desajeitado café da manhã no Hal's, o grupo resolve viajar para o retiro e ouve Claire falar ao grupo de jovens, onde ela, nervosa, mas com mais confiança, destila seus últimos dias na estrada em lições e sabedoria aprendida.

## Elenco
- Lyndsy Fonseca como Danielle
- Kristin Wallace como Claire
- Mackenzie Astin como Pastor Paul
- Xander Berkeley como Artemis
- Eric Roberts como Hal Spreadum
- Saxon Trainor como Henrietta
- Bitty Schram como oficial Lori
- Marguerite Moreau como Maryanna
- A.J. Trauth como Trevor
- Jon Lajoie como Carter
- David J. Phillips como Franky
- Angela McEwan como Sra. Erickson